# 拉希德·卡拉米
拉希德·卡拉米（阿拉伯语：رشيد كرامي，1921年12月30日—1987年6月1日）， 黎巴嫩逊尼派政治家。
卡拉米的父亲阿卜杜勒·哈米德·卡拉米是1941年“反饥饿抗议运动”的民族英雄，1945年1月出任黎巴嫩历史上第三届总理。卡拉米早年就读于当地一所罗马天主教小学和法国在黎巴嫩开办的一所学院，1947年到埃及开罗大学学习法律，获得学士学位后，从事律师职业。1951年卡拉米进入政界，出任黎巴嫩司法部长，1955年，34岁的卡拉米第一次出任总理，成为黎巴嫩历史上最年轻的总理。此后的32年里，他先后9次当选总理。1984年4月30日，他最后一次出任黎巴嫩民族联合政府的总理职务。
1987年6月1日，卡拉米在他的家乡的黎波里休假时被一颗装有定时装置的塑料炸弹炸死，終年66歲。他的弟弟奥马尔·卡拉米1990年12月到1992年5月和2004年10月到2005年2月出任黎巴嫩总理。
| 前任： 萨米·索勒赫    | 黎巴嫩总理 1955-1956 | 繼任： 阿卜杜拉·雅菲   |
| 前任： 哈利勒·希卜里  | 黎巴嫩总理 1958-1960 | 繼任： 艾哈迈德·达乌克 |
| 前任： 赛义卜·萨拉姆: | 黎巴嫩总理 1961-1964 | 繼任： 侯赛因·乌埃尼   |
| 前任： 侯赛因·乌埃尼  | 黎巴嫩总理 1965-1966 | 繼任： 阿卜杜拉·雅菲   |
| 前任： 阿卜杜拉·雅菲  | 黎巴嫩总理 1966-1968 | 繼任： 阿卜杜拉·雅菲   |
| 前任： 阿卜杜拉·雅菲  | 黎巴嫩总理 1969-1970 | 繼任： 赛义卜·萨拉姆   |
| 前任： 塔基丁·索勒赫  | 黎巴嫩总理 1974-1975 | 繼任： 努尔丁·里法伊   |
| 前任： 努尔丁·里法伊  | 黎巴嫩总理 1975-1976 | 繼任： 萨利姆·胡斯     |
| 前任： 沙菲克·瓦赞    | 黎巴嫩总理 1984-1987 | 繼任： 萨利姆·胡斯     |